# Ingrid Schneider (Politikerin)
Ingrid Schneider (* 30. November 1946 in Schmidthachenbach als Ingrid Klein; † 13. März 2013 in Zweibrücken) war eine deutsche Politikerin der SPD.

## Leben
Nach dem Besuch der Berufsbildenden Schule und der Landwirtschaftsschule war Schneider als kaufmännische Angestellte tätig. Seit 1966 war sie Hausfrau. Sie war verheiratet und Mutter zweier Kinder.

## Politik
Schneider trat 1970 in die SPD ein, dort war sie sowohl im Ortsverein als auch im Landesverband Rheinland-Pfalz Mitglied des Vorstands. Von 1979 bis 1999 gehörte sie dem Stadtrat von Zweibrücken an. 1983 wurde sie erstmals in den Landtag von Rheinland-Pfalz gewählt, dem sie bis 2001 angehörte. 1991 und 1996 gewann sie dabei das Direktmandat im Wahlkreis Zweibrücken. Während der 12. Wahlperiode, die von 1991 bis 1996 andauerte, war sie stellvertretende Fraktionsvorsitzende der SPD. Darüber hinaus gehörte sie mehreren Ausschüssen an.

## Engagement
Auch außerhalb der Politik war Schneider aktiv: Sie gehörte der Zweibrücker Arbeiterwohlfahrt an, in der sie unterschiedliche Ämter wahrgenommen hat, unter anderem das der Vorsitzenden. Darüber hinaus gehörte sie dem Landesvorstand der AWO an. Auch dem Beirat der Justizvollzugsanstalt Zweibrücken saß sie vor. Ferner engagierte sie sich im evangelischen Landesverein für Innere Mission in der Pfalz. Ihr Engagement galt vor allem schwächeren und benachteiligten Menschen.

## Auszeichnungen
- 1999: Stadtplakette in Silber
- 2002: Bundesverdienstkreuz am Bande